# Ernesto Cherquis Bialo
Ernesto Cherquis Bialo (Montevideo, 30 de septiembre de 1940) es un periodista deportivo uruguayo nacionalizado argentino que desarrolló toda su trayectoria en Argentina.

## Biografía
Descendiente de rumanos, polacos y rusos, primeramente sus padres llegaron a Montevideo; pero con el objetivo de llegar siempre a Buenos Aires. Cuando tenía cinco años, se mudó con su familia a Buenos Aires, donde vivió en varios conventillos (Corrientes y Yatay, y después Potosí y Rawson), estudió y paralelamente ingresó al Club Desarrollo como boxeador (donde entrenó durante siete años con un retirado Luis Ángel Firpo, el temido Toro de las Pampas). Sus inicios en el periodismo se dieron en 1962, como pasante en el diario Clarín. Luego, en 1963 fue pasante en la revista El Gráfico, de la cual llegó a ser director entre 1982 y 1990. Asimismo, se desempeñaría en otros medios gráficos, radiales y televisivos.
Fue director de medios de comunicación de la Asociación del Fútbol Argentino y vocero de Julio Humberto Grondona desde 2009 hasta su muerte.
Fue el conductor de La oral deportiva en Radio Rivadavia entre 1994 y 2001.
En televisión se desempeñó como comentarista de fútbol junto con Marcelo Tinelli por Canal 13 y Telefe. Además, trabajó en los programas Telefe noticias, Tribuna caliente, Tribuna deportiva, Polémica en los estadios, 3 en el fondo, Fútbol, el debate, 23 PM y Nada personal. Actualmente es columnista deportivo de C5N.
Durante varios años usó el apodo de Robinson, que respondía a su admiración por el boxeador Sugar Ray Robinson.
Ganó cuatro premios Martín Fierro por su labor en radio y televisión. También recibió el Premio Konex y fue jurado del mismo en dos oportunidades.
En julio de 2024 la Legislatura de la Ciudad Autónoma de Buenos Aires lo distinguió Personalidad Destacada de la Ciudad Autónoma de Buenos Aires en el ámbito del periodismo deportivo.

## Libros
- 1976: Mi verdadera vida, biografía del boxeador Carlos Monzón.
- 2001: Yo soy el Diego de la gente, autobiografía testimonial de Diego Maradona, escrita por Daniel Arcucci y Ernesto Cherquis Bialo.[5]